# Wilhelm I. (Sancerre)
Wilhelm († 1218) war ein Graf von Sancerre aus dem Haus Blois. Er war ein Sohn des Grafen Stephan I. von Sancerre und der Mathilde von Donzy. Sein jüngerer Bruder war Stephan von Sancerre, Herr von Châtillon-sur-Loing und später Großmundschenk von Frankreich.
Wilhelm war dreimal verheiratet. Zunächst ab ca. 1203 mit Denis de Deols, Herrin von Châteauroux, als ihr dritter Ehemann. Seine zweite Frau war Marie de Charenton, mit der er den Sohn Ludwig hatte. Seine dritte Frau war Eustachie de Courtenay, Tochter von Peter I. von Courtenay und Enkelin des Königs Ludwig VI. von Frankreich.
Wilhelm kämpfte 1214 zusammen mit seinem Bruder in der Schlacht bei Bouvines im rechten Flügel der Franzosen unter dem Herzog von Burgund. 1217 begab er sich auf eine Reise nach Griechenland in Begleitung seines Schwagers, Peter II. von Courtenay, der zum Kaiser des lateinischen Reichs von Konstantinopel ernannt worden war. In Epirus wurden beide von dem byzantinischen Despoten Theodoros I. Angelos gefangen genommen, in dessen Kerker sie wenig später starben.